# Bétause
Bétause est le quatrième évêque de Reims. D’origine grecque, il est le neveu du pape saint Eusèbe, plus précisément le fils de sa sœur.

## Résumé biographique
Il est ordonné évêque de Reims par le pape Miltiade en 312. Il participe au concile d’Arles de 314 avec son diacre, Primogénite. Il siège « le premier de la province belgique ».
Vers 314, Bétause fait construire une cathédrale dans la ville intra-muros. Jusqu’alors, les chrétiens rémois ne disposaient que d’un petit édifice et d’un cimetière, en dehors de la cité. La nouvelle église est dédiée aux Saints-Apôtres. Il demande au pape Sylvestre d’y transférer le siège de l’évêché, ce que ce dernier accepte. Lorsque saint Nicaise déplace la cathédrale de Reims, elle devient la collégiale Saint-Symphorien, une diaconie. Elle est détruite à la fin du XVIIIe siècle. Il fait également construire la chapelle Saint-Christophe où sera enterré saint Remi.
Il meurt en 327.